# Lecithocera proclivis
Lecithocera proclivis – gatunek motyla z rodziny Lecithoceridae i podrodziny Lecithocerinae.
Gatunek ten opisany został w 1910 roku przez Edwarda Meyricka, który jako miejsce typowe wskazał góry Nilgiri.
Motyl o brązowawej z ochrowymi bokami głowie, białawoochrowych czułkach, głównie jasnoochrowych głaszczkach i brązowawym tułowiu. Przednie skrzydła o rozpiętości od 16 do 17 mm raczej wąskie i wydłużone, o krawędzi kostalnej nieco łukowatej, tępym wierzchołku i silnie skośnym, zaokrąglonym termenie. Barwa skrzydeł przednich brązowa z ciemnobrunatnoszarym i ciemnobrunatnoszarym nakrapianiem oraz jasnobrązowawą strzępiną. Tylne skrzydła szare z białawoochrowymi, niekiedy podbarwionymi brązowawo strzępinami. Odwłok jasnobrunatnoszary.
Gatunek endemiczny dla południowych Indii.